# Cryptolabis chiriquiana
Cryptolabis chiriquiana är en tvåvingeart som beskrevs av Alexander 1969. Cryptolabis chiriquiana ingår i släktet Cryptolabis och familjen småharkrankar.
Artens utbredningsområde är Panama. Inga underarter finns listade i Catalogue of Life.